# Syspasis haesitator
Syspasis haesitator là một loài tò vò trong họ Ichneumonidae.